# Starshaped
Starshaped es un documental de 1993 sobre la banda británica Blur. Se convirtió en una colección de presentaciones en vivo, videos y metraje de festivales y entrevistas de la banda.
Los aspectos más destacados incluyen la actuación de la banda en el Reading Festival de 1991 y una breve entrevista con el fallecido John Peel, y la aparición de la banda en el Festival de Glastonbury en 1992 cuando el cantante Damon Albarn se abalanza sobre un altavoz de megafonía que cae y se lesiona el pie. La banda es capturada regularmente en estados borrachos a través de la película, a veces discutiendo e incluso (en el caso de Albarn) vomitando. La mayoría de la música de la película proviene de los dos primeros álbumes de la banda, Leisure y Modern Life Is Rubbish, aunque también se incluyen las canciones que no pertenecen al álbum, "Popscene" y "Day Upon Day".
Varios fanáticos dan su veredicto sobre Blur, particularmente sobre cómo la banda ha perfeccionado su actuación en vivo. El mánager de la banda también aparece en algunas escenas, aunque su rostro está en blanco. Dos fanáticos alemanes parecen obsesionados con la banda y Damon Albarn en particular, después de haber seguido al grupo desde Nueva York hasta Inglaterra y Alemania.
Desde su lanzamiento original en 1993, la película ha ganado seguidores de culto y fue relanzada en DVD en 2004.

## Lista de canciones

### VHS
Starshaped
1. "Intermission" – 0:10
2. "Explain" – 2:28 (mislabeled "Can't Explain")
3. "There's No Other Way" – 2:39
4. "Inertia" – 0:51 (mislabeled "Luminous")
5. "She's So High" – 1:59
6. "Colin Zeal" – 3:08
7. "Popscene" – 3:12
8. "When Will We Be Married" – 0:34
9. "Sunday Sunday" – 2:53
10. "Wassailing Song" – 2:13
11. "Coping" – 3:05
12. "Day Upon Day" – 3:43
13. "For Tomorrow" – 4:37
14. "Postman Pat Theme" – 0:29
15. "Chemical World" – 4:07
16. "Advert" – 4:01
17. "Commercial Break" – 0:52
18. "Sunday Sunday" – 2:53

Clips promocionales
1. "She's So High"
2. "There's No Other Way"
3. "Bang!"
4. "Pop Scene"
5. "For Tomorrow"
6. "Chemical World"
7. "Sunday Sunday"

### DVD
Starshaped
1. "Intermission"
2. "Explain" (mislabeled "Can't Explain")
3. "There's No Other Way"
4. "Luminous" (misprint, actually "Inerita")
5. "She Is So High"
6. "Colin Zeal"
7. "Pop Scene"
8. "When Will We Be Married"
9. "Sunday Sunday"
10. "Wassailing Song"
11. "Coping"
12. "Day Upon Day"
13. "For Tomorrow"
14. "Chemical World"
15. "Advert"
16. "Commercial Break"

Live in Kilburn
1. "Popscene"
2. "Fool"
3. "High Cool"
4. "Bad Day"
5. "Oily Water"
6. "Slow Down"
7. "There's No Other Way"
8. "Turn It Up"
9. "She's So High"
10. "Wear Me Down"
11. "Come Together"
12. "Day Upon Day"
13. "Sing"
14. "Explain"
15. "Outro" ("Commercial Break")

Live at the Princess Charlotte
1. "Won't Do It"
2. "There's No Other Way"
3. "High Cool"
4. "Wear Me Down"

Easter egg (pista oculta)
1. "There's No Other Way" (US music video)